# Cerreto di Spoleto
Cerreto di Spoleto è un comune italiano di 950 abitanti della provincia di Perugia in Umbria.
Il suo nome riprende dalle foreste di cerri che crescono nelle aree circostanti e dalle origini antiche per la sua posizione strategica tra i terreni governati dai duchi di Spoleto.
Il borgo è anche conosciuto come "Paese dei Ciarlatani", appellativo riconosciuto a Cerreto nel vocabolario della Crusca del 1612 e diffuso fin dal Cinquecento, quando i suoi abitanti erano descritti come: "Coloro che per le piazze spacciano unguenti, o altre medicine, cavano i denti o fanno giochi di mano che oggi più comunemente dicesi Ciarlatani [...] da Cerreto, paese dell'Umbria da cui soleva in antico venir siffatta gente, la quale con varie finzioni andava facendo denaro".

## Storia

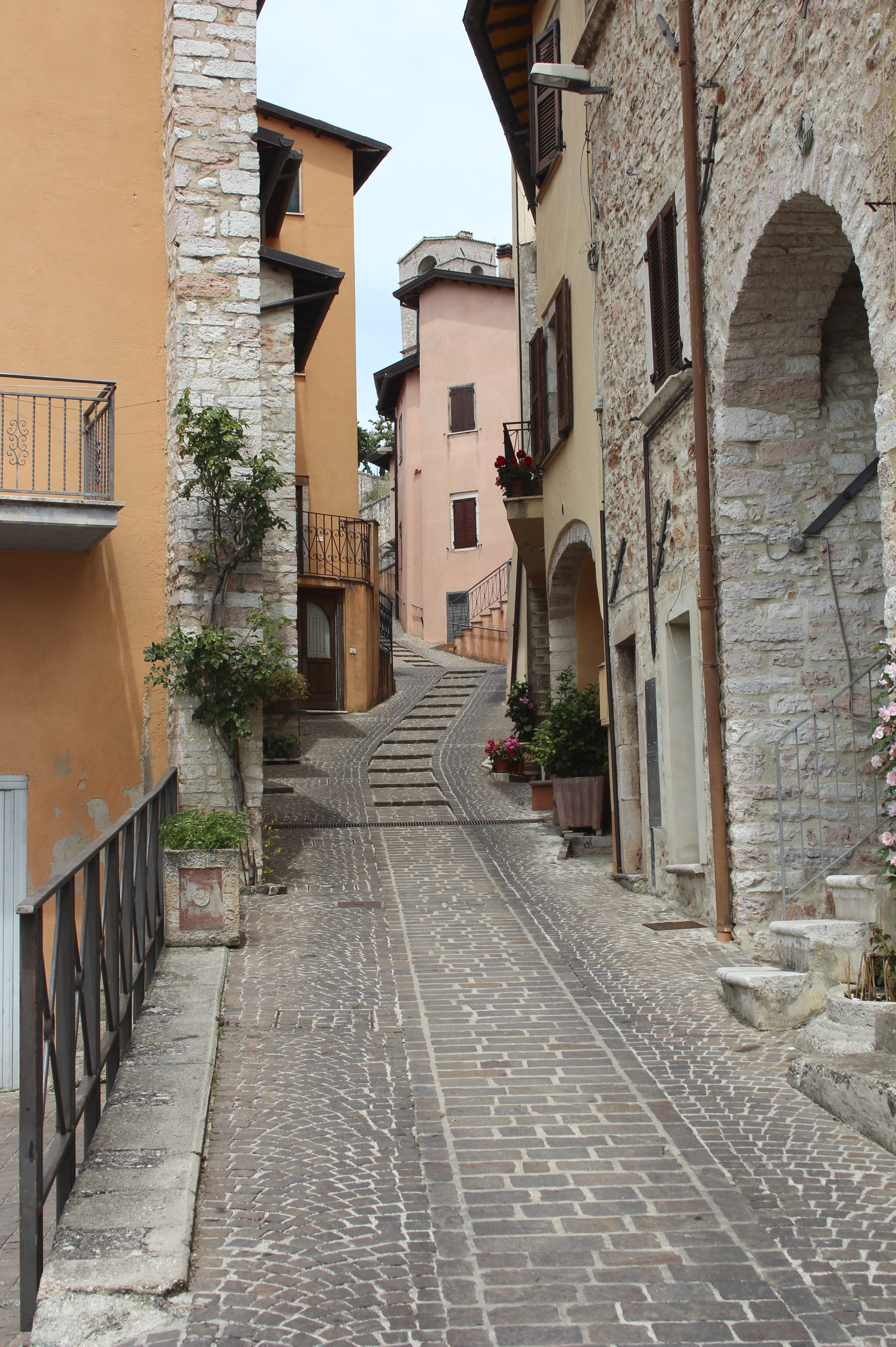
Stradina di Cerreto

Le prime testimonianze del borgo risalgono all'inizio del 1200 e parlano di un castrum di epoca longobarda caratterizzato da varie torri di vedetta, con lo scopo di controllare le importanti vie del commercio che attraversavano le valli circostanti.
Durante il periodo medievale Cerreto di Spoleto raggiunse il massimo splendore, sebbene si trovò più volte a dover fronteggiare gli assalti della vicina Norcia e della stessa Spoleto. Nel 1446, dopo lunghe contese tra Chiesa e Impero che portarono anche  a numerosi danneggiamenti del castello, venne infine sottomesso dallo Stato della Chiesa. Attenuatesi gli scontri, nel corso del Cinquecento varie torri di guardia vennero dismesse e trasformate in cave di pietra.

## Monumenti e luoghi di interesse
- Chiesa della Santissima Annunziata
- Chiesa di Santa Maria Delibera
- Chiesa e Convento di San Giacomo
- Rocca
- Ex Palazzo Comunale, denominato anche Palazzo Periorale
- Palazzo Bonifazi
- Palazzo Nobili

## Società

### Evoluzione demografica
Abitanti censiti

### Etnie e minoranze straniere
Secondo i dati ISTAT al 31 dicembre 2010 la popolazione straniera residente era di 58 persone. Le nazionalità maggiormente rappresentate in base alla loro percentuale sul totale della popolazione residente erano:
- Repubblica Dominicana 16 1,39%

## Cultura
Museo delle mummie in loc. Borgo Cerreto.

## Galleria d'immagini

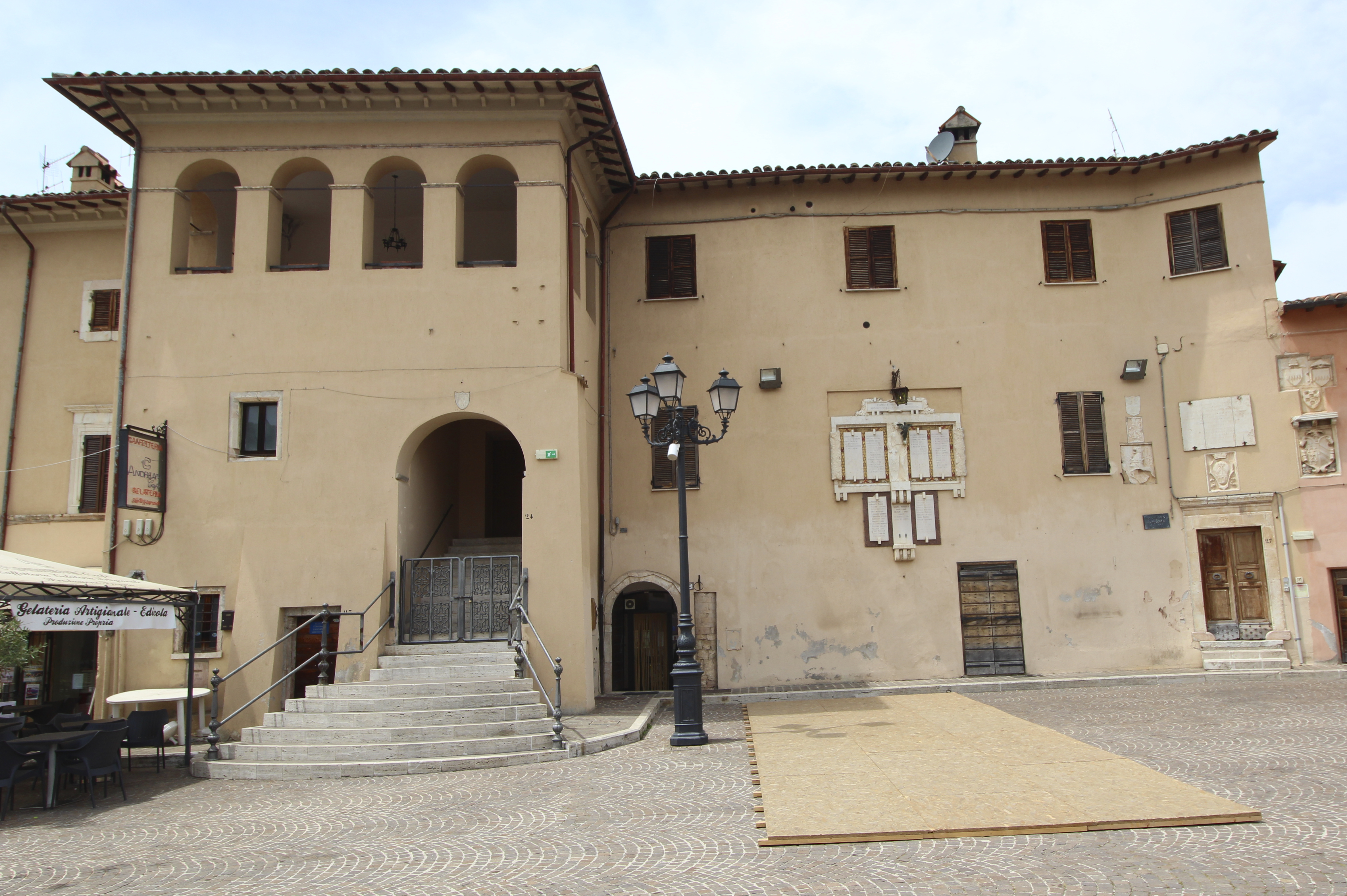
Ex Palazzo Comunale
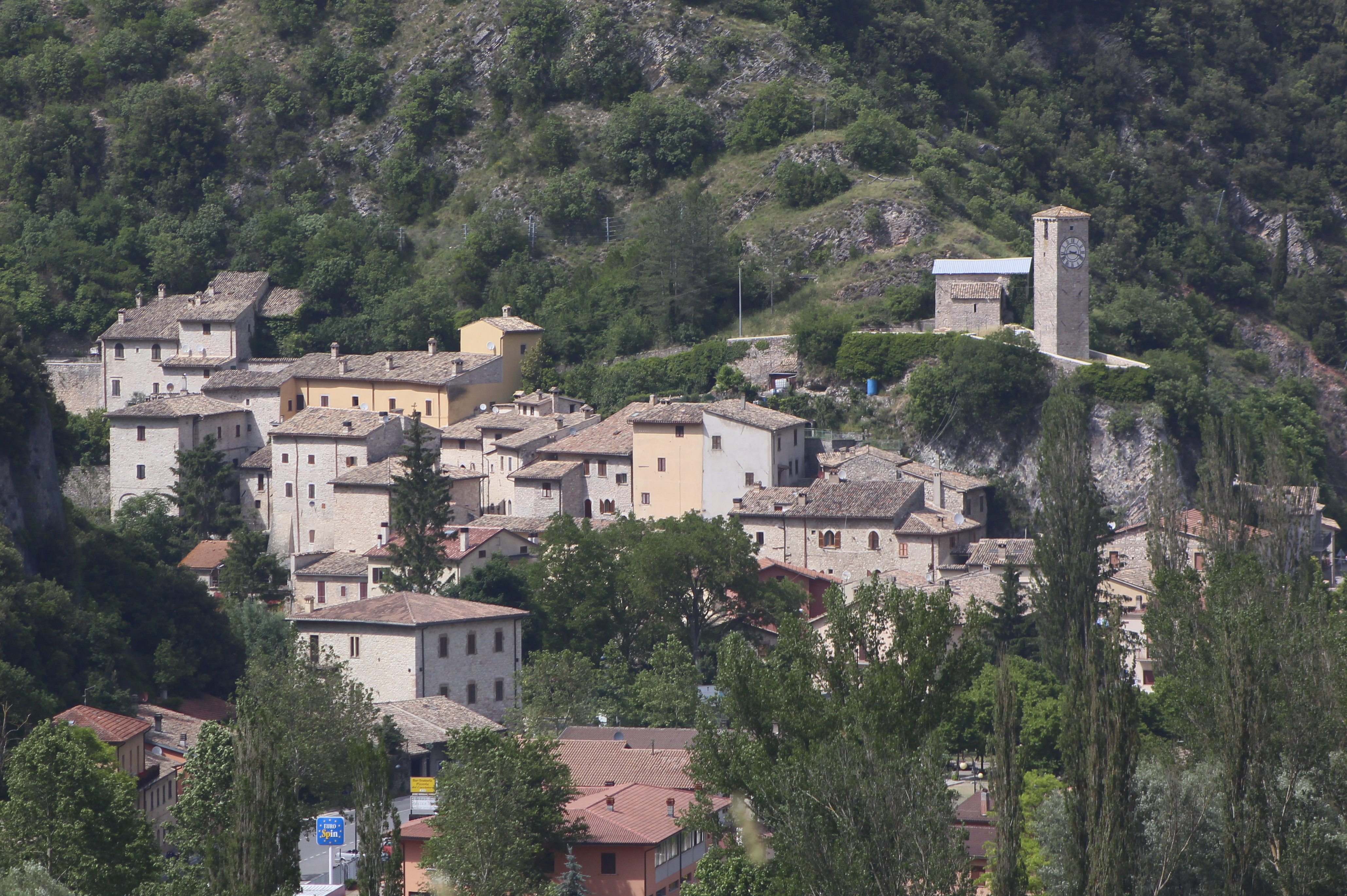
Borgo Cerreto
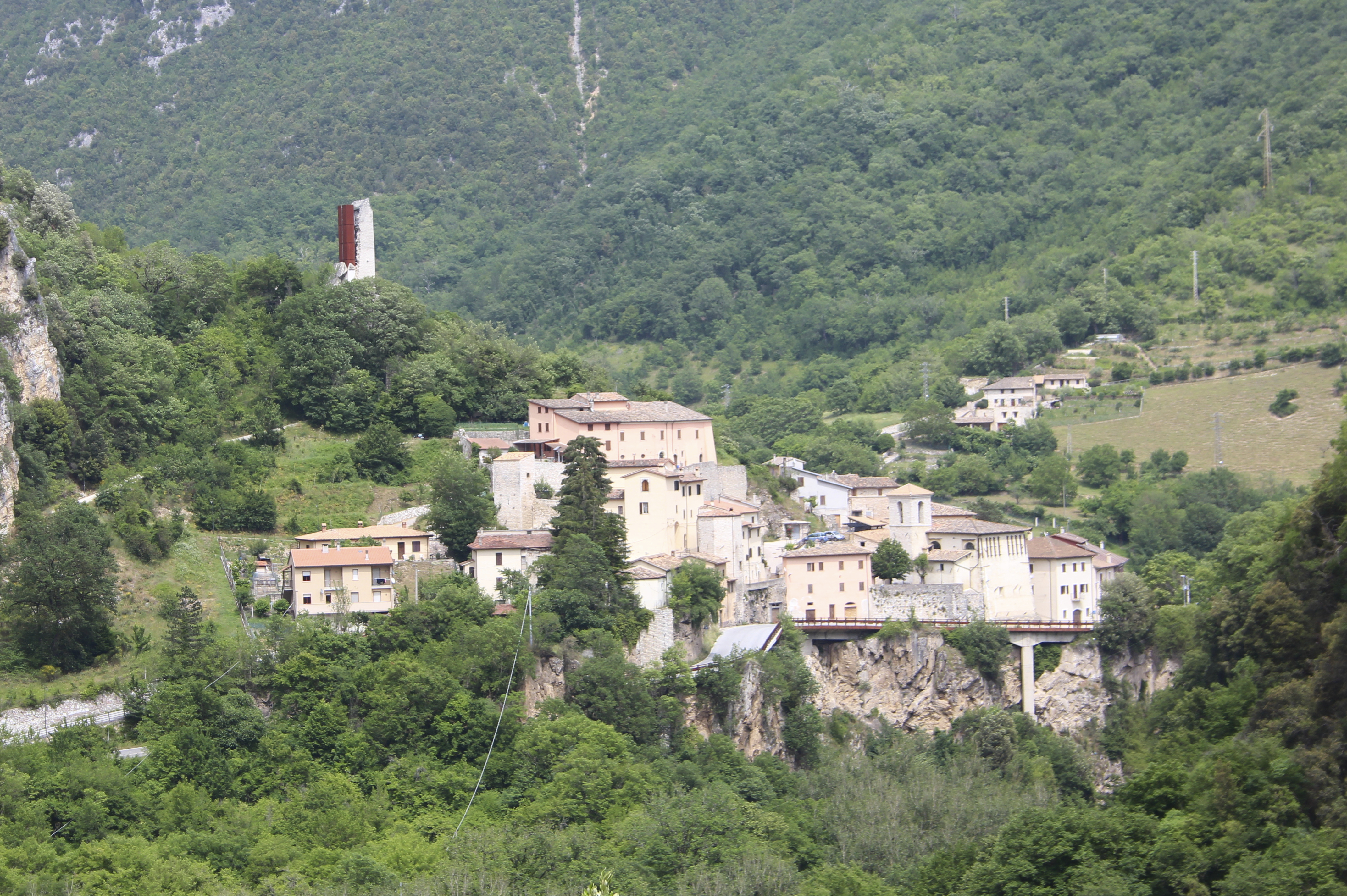
Triponzo
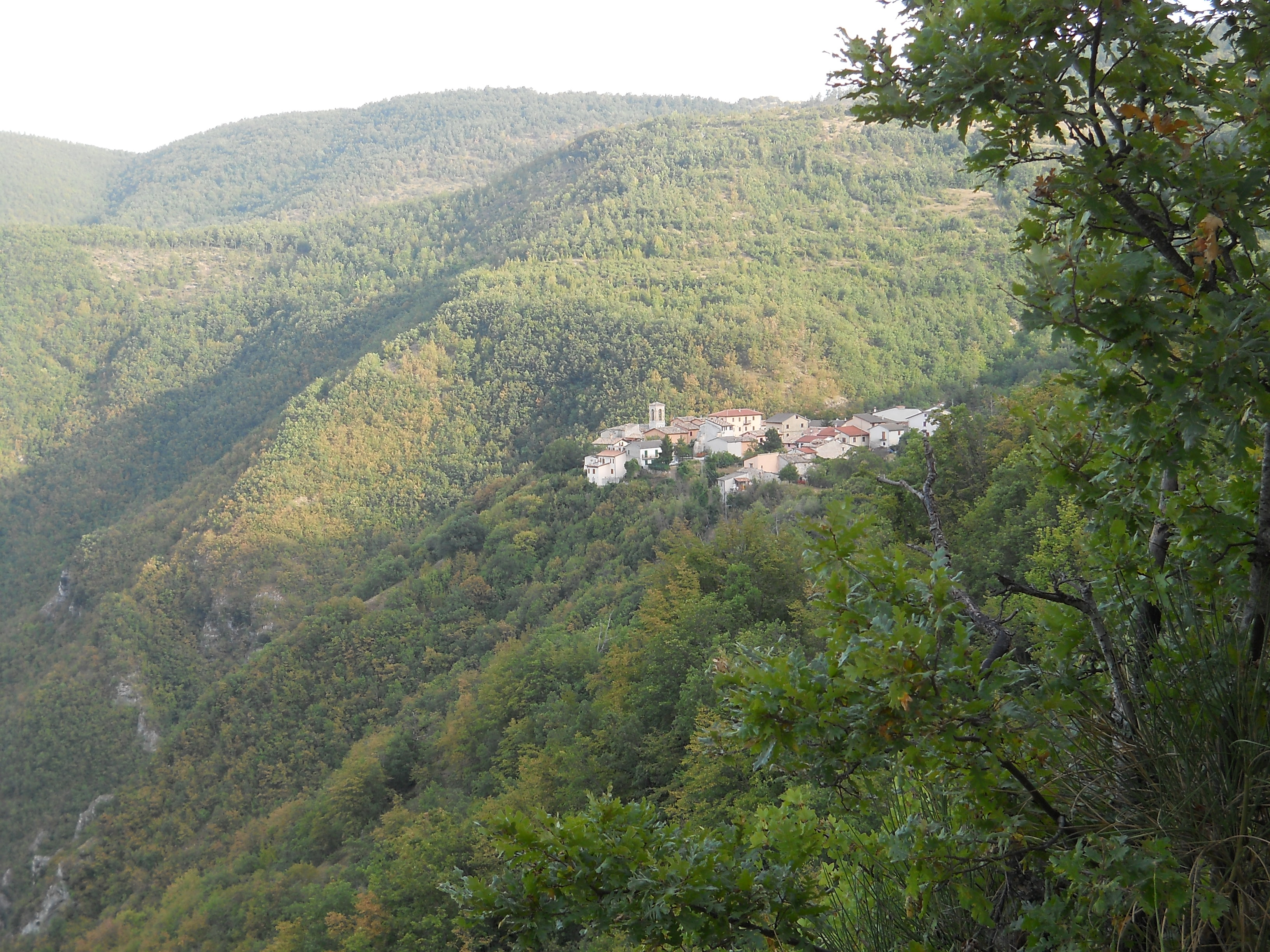
Nortosce

## Infrastrutture e trasporti

### Ferrovie
Dal 1926 al 1968 Cerreto di Spoleto (insieme al comune di Sellano e alla frazione di Borgo Cerreto) fu servita (tramite l'omonima stazione) dalla ferrovia Spoleto-Norcia, una linea a scartamento ridotto che collegava Spoleto con Norcia, che rimase in esercizio dal 1º novembre 1926 al 31 luglio 1968, quando fu soppressa. Le tracce della ferrovia sono quasi tutte conservate, il sedime è stato convertito in una pista ciclabile.

## Amministrazione
| Periodo        | Periodo        | Primo cittadino      | Partito               | Carica  | Note  |
| -------------- | -------------- | -------------------- | --------------------- | ------- | ----- |
| 11 giugno 1985 | 16 giugno 1990 | Giampiero Bocci      | Democrazia Cristiana  | Sindaco | [ 6 ] |
| 22 giugno 1990 | 23 aprile 1995 | Giampiero Bocci      | Democrazia Cristiana  | Sindaco | [ 6 ] |
| 24 aprile 1995 | 13 giugno 1999 | Fabio Remigi         | Centro                | Sindaco | [ 6 ] |
| 14 giugno 1999 | 14 giugno 2004 | Fabio Remigi         | Lista civica          | Sindaco | [ 6 ] |
| 15 giugno 2004 | 7 giugno 2009  | Giovanna Forti       | Centro-sinistra       | Sindaco | [ 6 ] |
| 8 giugno 2009  | 25 maggio 2014 | Giovanna Forti       | Lista civica          | Sindaco | [ 6 ] |
| 26 maggio 2014 | 26 maggio 2019 | Luciano Campana      | Unione Valnerina      | Sindaco | [ 6 ] |
| 27 maggio 2019 | 9 giugno 2024  | Giandomenico Montesi | Insieme per il futuro | Sindaco | [ 6 ] |
| 10 giugno 2024 | in carica      | Giandomenico Montesi | Insieme per crescere  | Sindaco | [ 6 ] |

## Curiosità
«I cerretani nel Medioevo godevano di una notevole floridezza economica e “divennero famosi per gli appalti che essi prendevano con opere pie ed ospedali, per i quali gestivano le questue, con abile astuzia e simulazioni, sì da far assimilare l'epiteto di cerretano con quello di ciarlatano e imbroglione”».